# Dušan Keketi (fotbalista)
Dušan Keketi (* 24. března 1951 Bratislava) je bývalý slovenský fotbalista-brankář, československý reprezentant, držitel bronzové medaile z mistrovství Evropy roku 1980 (byť na šampionátu nenastoupil), mistr Evropy do 23 let z roku 1972.

## Osobní život
Jeho synem je manažer a politik Dušan Keketi.

## Fotbalová kariéra
V československé reprezentaci odehrál 7 zápasů. Takřka celou svou ligovou kariéru prožil ve Spartaku Trnava, odskočil si pouze vykonat vojenskou službu do Dukly Banská Bystrica a na závěr kariéry odešel do rakouského klubu Austria Klagenfurt. V československé lize nastoupil ve 309 utkáních. V Poháru mistrů evropských zemí nastoupil v 10 utkáních a v Poháru vítězů pohárů nastoupil ve 2 utkáních.

## Ligová bilance
| Ročník                                   | Zápasy | Góly | Klub                  |
| ---------------------------------------- | ------ | ---- | --------------------- |
| 1. československá fotbalová liga 1969/70 | 3      | 0    | Spartak Trnava        |
| 1. československá fotbalová liga 1970/71 | 1      | 0    | Spartak Trnava        |
| 1. československá fotbalová liga 1971/72 | 21     | 0    | Spartak Trnava        |
| 1. československá fotbalová liga 1972/73 | 29     | 0    | Spartak Trnava        |
| 1. československá fotbalová liga 1973/74 | 28     | 0    | Spartak Trnava        |
| 1. československá fotbalová liga 1974/75 | 26     | 0    | Spartak Trnava        |
| 1. československá fotbalová liga 1975/76 | 28     | 0    | Spartak Trnava        |
| 2. československá fotbalová liga 1976/77 | -      | 0    | Dukla Banská Bystrica |
| 1. československá fotbalová liga 1977/78 | 29     | 0    | Spartak Trnava        |
| 1. československá fotbalová liga 1978/79 | 30     | 0    | Spartak Trnava        |
| 1. československá fotbalová liga 1979/80 | 30     | 0    | Spartak Trnava        |
| 1. československá fotbalová liga 1980/81 | 25     | 0    | Spartak Trnava        |
| 1. československá fotbalová liga 1981/82 | 30     | 0    | Spartak Trnava        |
| 1. československá fotbalová liga 1982/83 | 29     | 0    | Spartak Trnava        |
| Rakouská fotbalová Bundesliga 1983/84    | 18     | 0    | Austria Klagenfurt    |
| Rakouská fotbalová Bundesliga 1984/85    | 25     | 0    | Austria Klagenfurt    |
| Rakouská fotbalová Bundesliga 1985/86    | 23     | 0    | Austria Klagenfurt    |
| CELKEM 1. československá liga            | 309    | 0    |                       |
| CELKEM 1. rakouská liga                  | 66     | 0    |                       |